# Nijaz Ferhatović
Pour les articles homonymes, voir Ferhatović.
Nijaz Ferhatović, né le 12 mars 1955 à Sarajevo, est un footballeur yougoslave des années 1970 et 1980.

## Biographie
En tant que défenseur, Nijaz Ferhatović fut international yougoslave à deux reprises (1982) pour aucun but inscrit. 
Sa première sélection fut honorée à Sofia, le 17 novembre 1982, contre la Bulgarie, qui se solda par une victoire (1-0). Sa deuxième et dernière sélection fut honorée à Titograd, contre le Pays de Galles, le 15 décembre 1982, qui se solda par un match nul (4-4). Ces deux furent dans le cadre des éliminatoires de l'Euro 1984.
Il joua dans deux clubs : le premier yougoslave, le FK Sarajevo et le second autrichien, SK VÖEST Linz. Il ne remporta rien en club. 

## Clubs
- 1972-1984 :  FK Sarajevo
- 1984-1986 :  SK VÖEST Linz

## Palmarès
- Championnat de Yougoslavie de football
  - Vice-champion en 1980
- Coupe de Yougoslavie de football
  - Finaliste en 1983